# 押川チカ
押川 チカ（おしかわ ちか、9月2日 - ）は、日本の女優、声優。千葉県出身。ネクシード所属。

## 来歴・人物
アクセント付属養成所シャイン、グループ・ファースト・エース、映像テクノアカデミアを経て、ネクシード所属。
特技は歌唱・少林寺拳法二段・サックス演奏。
趣味はカレー、コーヒー・TRPGなどのアナログゲーム。

## 出演

### テレビアニメ
2017年
- ALL OUT!!（クレープ屋店員）
- 徒然チルドレン（内村恵子）

2018年
- ルパン三世 PART5（テロリストE）

2019年
- 真・中華一番!（レイカ）

2020年
- うちタマ?! 〜うちのタマ知りませんか?〜（おばあちゃん）
- THE GOD OF HIGH SCHOOL ゴッド・オブ・ハイスクール（老婆）

### ゲーム
- モンスターハンター:ワールド（2018年、闘技場受付嬢、おっとりした植物学者 他）

### ドラマCD
- アクエリオンロゴス SPドラマCD Vol.3「探せ！私の生きる道」
- 幕末会津ボイスドラマ「彼岸獅子の入城」（角田秀松）

### 吹き替え

#### 映画
- アトランティック・リム（英語版）（カレン）
- インデペンデンス・デイ2017（ケリー）
- インバージョン 転移（被験者14）
- エクリプス（ロサ）
- ゴーストハンターズ オバケのヒューゴと氷の魔人（クビチェク夫人）
- ザ・ガンマン（カミーユ）
- ZIPPER/ジッパー エリートが堕ちた罠（クリスティ）
- シャークネード カテゴリー2（ポリー〈サンドラ・デントン〉）
- ジュラシック・ワールド/炎の王国（女秘書）
- スーサイド・ライブ（レベッカ）
- スター・ウォーズシリーズ
  - スター・ウォーズ/フォースの覚醒（技師）
  - スター・ウォーズ/最後のジェダイ（コニックス中尉〈ビリー・ラード〉）
  - スター・ウォーズ/スカイウォーカーの夜明け（コニックス中尉〈ビリー・ラード〉）
- スノークイーン 少女ゲルダと雪の女王（オーザ）
- Z Inc. ゼット・インク（カラ・パウエル）
- ダブル/フェイス（リンダ）
- だめんず・コップ2
- デイ・アフター・トゥモロー2017（レティ）
- ディープブルー・ライジング（アレックス）
- DEAD7 デッド・セブン（シリーン）
- ドリーム ホーム 99％を操る男たち（アレックス）
- ドローン・オブ・クライム（ベス）
- ドント・スリープ（リンダ）
- 犯人は生首に訊け（室長）
- ビハインド・エネミーライン 女たちの戦場（ヘルガ）
- ビヨンド・ザ・ロウ（捜査判事）
- ファイブヘッド・ジョーズ（アンジー）
- フォロイング（医師、老婆）
- ボルケーノ・アルマゲドン（エリン）
- ホワイトシャーク
- ホワイト・ボーイ・リック（ヴェラ・ウェルシュ〈パイパー・ローリー〉）
- マッド・ドライヴ（ニッキー）
- マン・アップ! 60億分の1のサイテーな恋のはじまり（エレイン）
- ムーン・ウォーカーズ（女性秘書）
- メガ・シャークVSグレート・タイタン
- 余命90分の男（ジェーン）
- ラスト・キング 王家の血を守りし勇者たち（インガ）
- ラン・スルー・ザ・ナイト（ナターリア）
- リトル・パイレーツ セイバートゥース海賊団と黄金の国（レイブン）
- リバイバル 妻は二度殺される（グァンヒョン）
- ロード・オブ・モンスターズ（レナ）

#### ドラマ
- アイアン・フィスト（ジェニファー・マニー）
- アンという名の少女（寮長）
- GIRLS/ガールズ（女性警官）
- ギルト 〜罪深き闇〜（ロズ）
- クリミナル・マインド FBI行動分析課（モントーヤ、マハフェイ、ナディーン）
- クリミナル・マインド 国際捜査班（マリア、レベッカ、リン・ホアン）
- ジェシカ・ジョーンズ（テンビ・ウォレス）
- JUSTIFIED 俺の正義（ソーニャ）
- 獣電戦隊キョウリュウジャーブレイブ（母）
- STALKER : ストーカー犯罪特捜班（アデル）
- Major Crimes 〜重大犯罪課（サラ）
- ルーク・ケイジ（テンビ・ウォレス）
- レバレッジ 〜詐欺師たちの流儀（ヴィクトリア）

#### アニメ
- カップケーキ&ダイノのなんでも屋（ビーズ）
- マイルズのトゥモローランドだいさくせん（フリーダ）

### ナレーション
- タカラトミー「ゆるキャラオールスターズ 日本ぶらり旅ゲーム」VP
- 東京国際映画祭 キャンペーンVP

### ボイスオーバー
- アメリカお宝鑑定団ポーンスターズ
- アリゲーター$ハンター〜命知らずの男たち〜（テリーザ）
- エマニュエルの気ままな列車旅
- ストーリー・オブ・ゴッド WITH モーガン・フリーマン（アヴィヴァ/ジェニー）
- マーサ・スチュワート・ショー

### テレビドラマ
- CLUB104（翠）
- 交通事故鑑定人 環倫一郎（リポーター）

### ラジオ
- レインボータウンエフエム放送「サタマニ」（パーソナリティ）

### 舞台
- 劇団ZAPPA
  - 「咲 emi」（豊子）
  - 「鬼 ONI」（とみ）
  - 「猿 mashira 2009」（おまさ）
  - 「花 hana 2009」（おはま）
  - 「闇の皇太子」（土産物屋のおばちゃん）

- 石塚運昇リーディングカンパニー
  - 「8人の女」（シャネル）
  - 「ベルナルダアルバの家」（女中）
  - 「マクベスの妻と呼ばれた女」（クイックリー）
  - 「ロミオとフリージアのある食卓」（乳母）

- 郡司企画ミュージカル
  - 「GANg」（ベアー）

### その他コンテンツ
- TG KIDSアプリ「シールがいっぱい！さわって昔話」（朗読など）
- テイルズ オブ フェスティバル 2018 椎名豪ステージ（コーラス）